# 小行星13868
小行星13868（13868 Catalonia）是一颗绕太阳运转的小行星，为主小行星带小行星。该小行星于1999年12月29日发现。

## 轨道参数
小行星13868的轨道半长轴为2.5563210 UA，离心率为0.122。